# Asystasia travancorica
Asystasia travancorica là một loài thực vật có hoa trong họ Ô rô. Loài này được Bedd. mô tả khoa học đầu tiên năm 1872.